# Ancienne église Saint-Jean-Baptiste d'Espalion
L'ancienne église Saint-Jean-Baptiste d'Espalion est située à Espalion, en France.
Elle fait l’objet d'une protection au titre des monuments historiques.

## Localisation
L'ancienne église est située presque en face de la nouvelle église du même nom, au cœur du centre-ville d'Espalion, dans le quart nord-est du département français de l'Aveyron, en région Occitanie.

## Historique et architecture
Sur l'emplacement de l'ancien hospice d'Espalion, l'église est bâtie à la fin du XVe siècle et au XVIe siècle, le culte y étant célébré à partir de 1478. Antoine Salvanh, l'architecte du clocher de la cathédrale de Rodez, y réalise son portail sud-est en 1508 et son clocher hexagonal de 1503 à 1552. Un beffroi supportant la cloche de la ville a été érigé à son angle oriental.
L'église est désaffectée en 1883, après la consécration de la nouvelle église Saint-Jean-Baptiste. Sa façade nord-ouest est transformée en 1884 par l'architecte de Rodez Gonzague Grinda, en remplacement du chœur. Cette façade, de style néo-gothique, est flanquée de deux tourelles et au centre, un escalier à deux volées aboutit au premier étage. En haut du pignon ont été sculptées les armes de la ville.
L'hôtel de ville et les services municipaux s'installent dans le bâtiment de 1897 à 1948, date à laquelle l'hôtel de ville est transféré dans les locaux qui abritaient le palais de justice. L'ancienne église reste sans affectation jusqu'à ce qu'en 1975, les collections d'arts et traditions populaires du Rouergue rassemblées par Joseph Vaylet y soient installées (musée Joseph-Vaylet). En 1980, le musée du Scaphandre y est à son tour implanté.
L'édifice est inscrit au titre des monuments historiques par arrêté du 9 mars 1979.

## Galerie

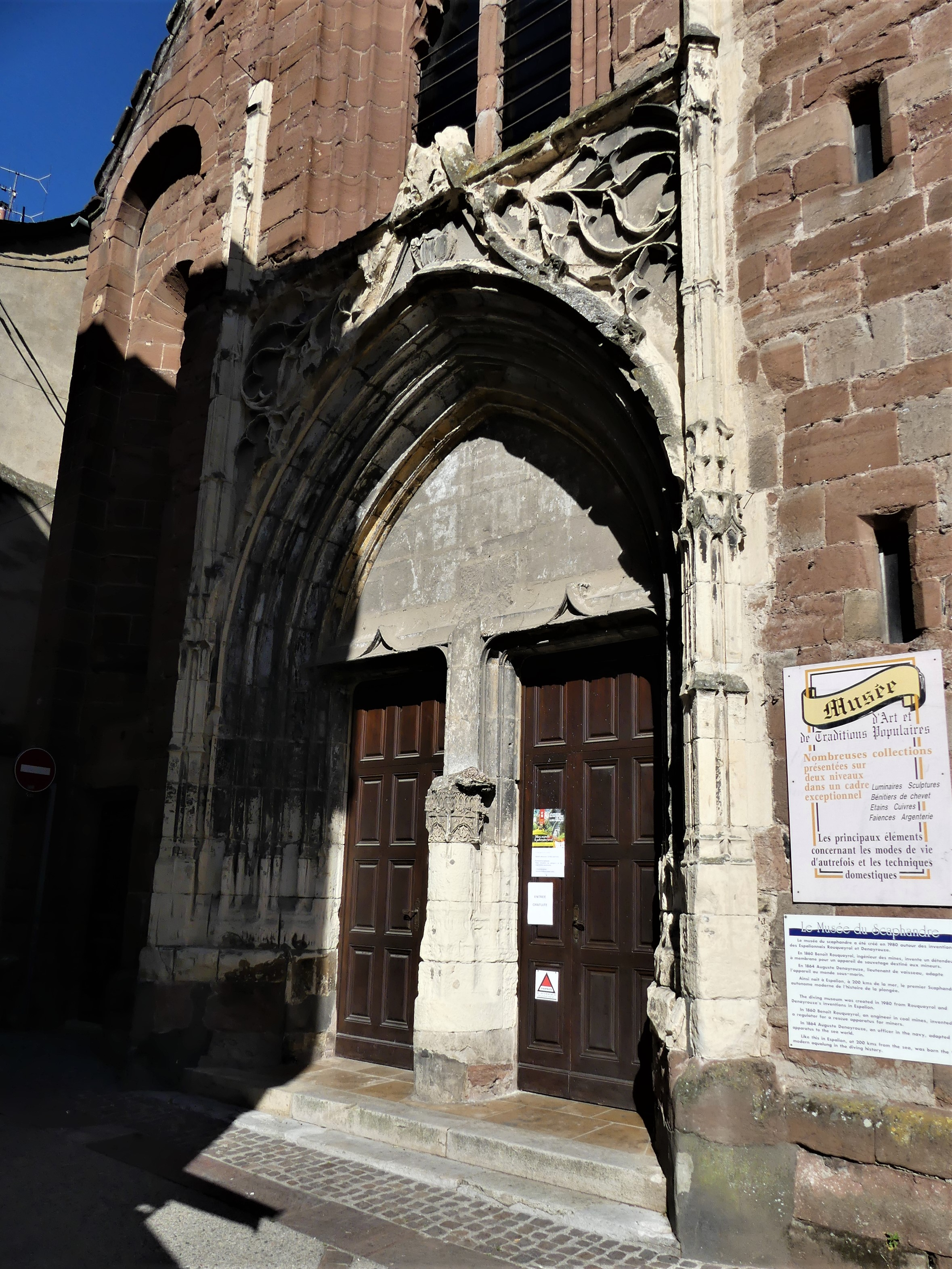
Le portail sud-est.
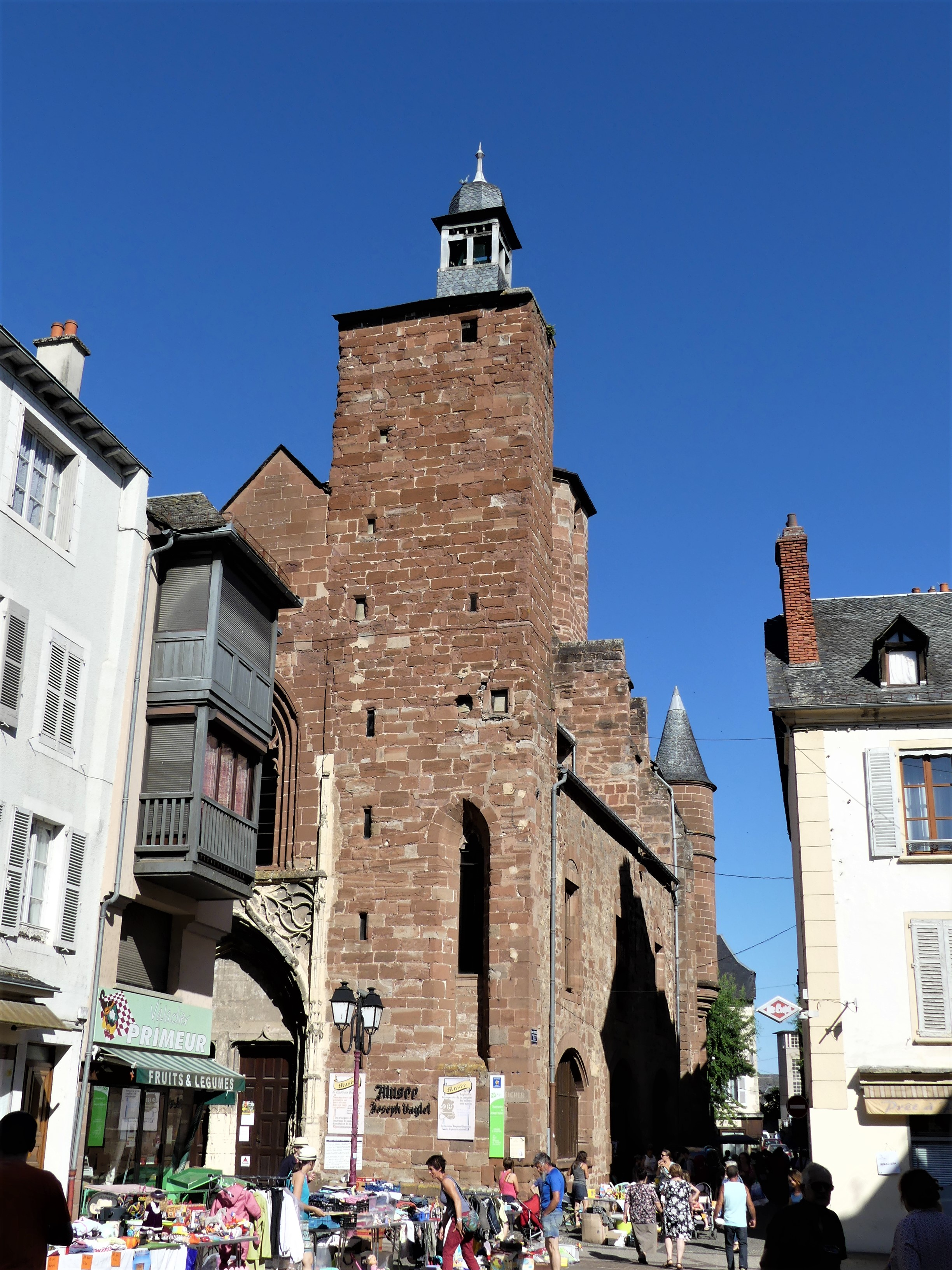
Le beffroi.
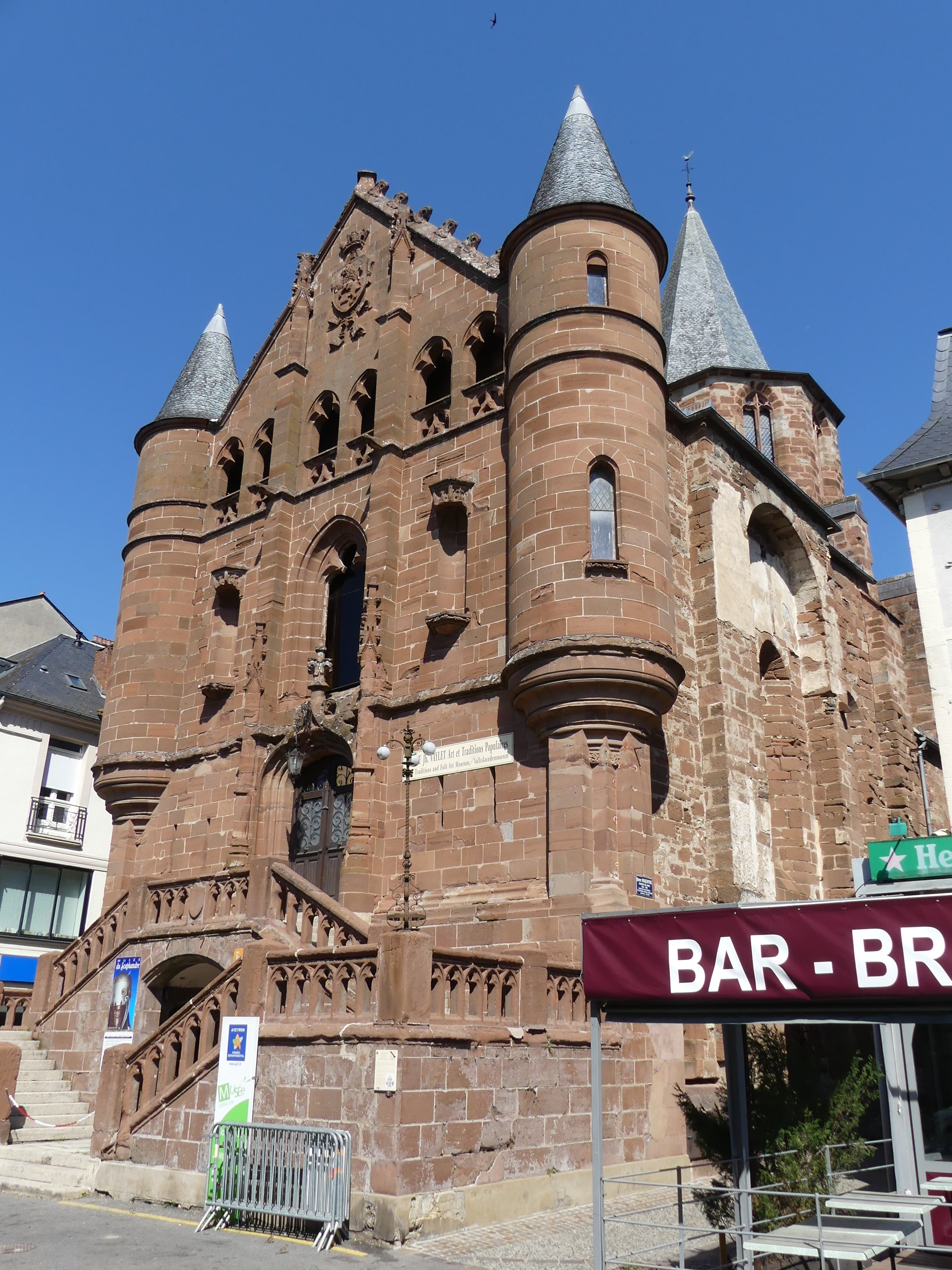
La façade nord-ouest et ses deux tourelles.
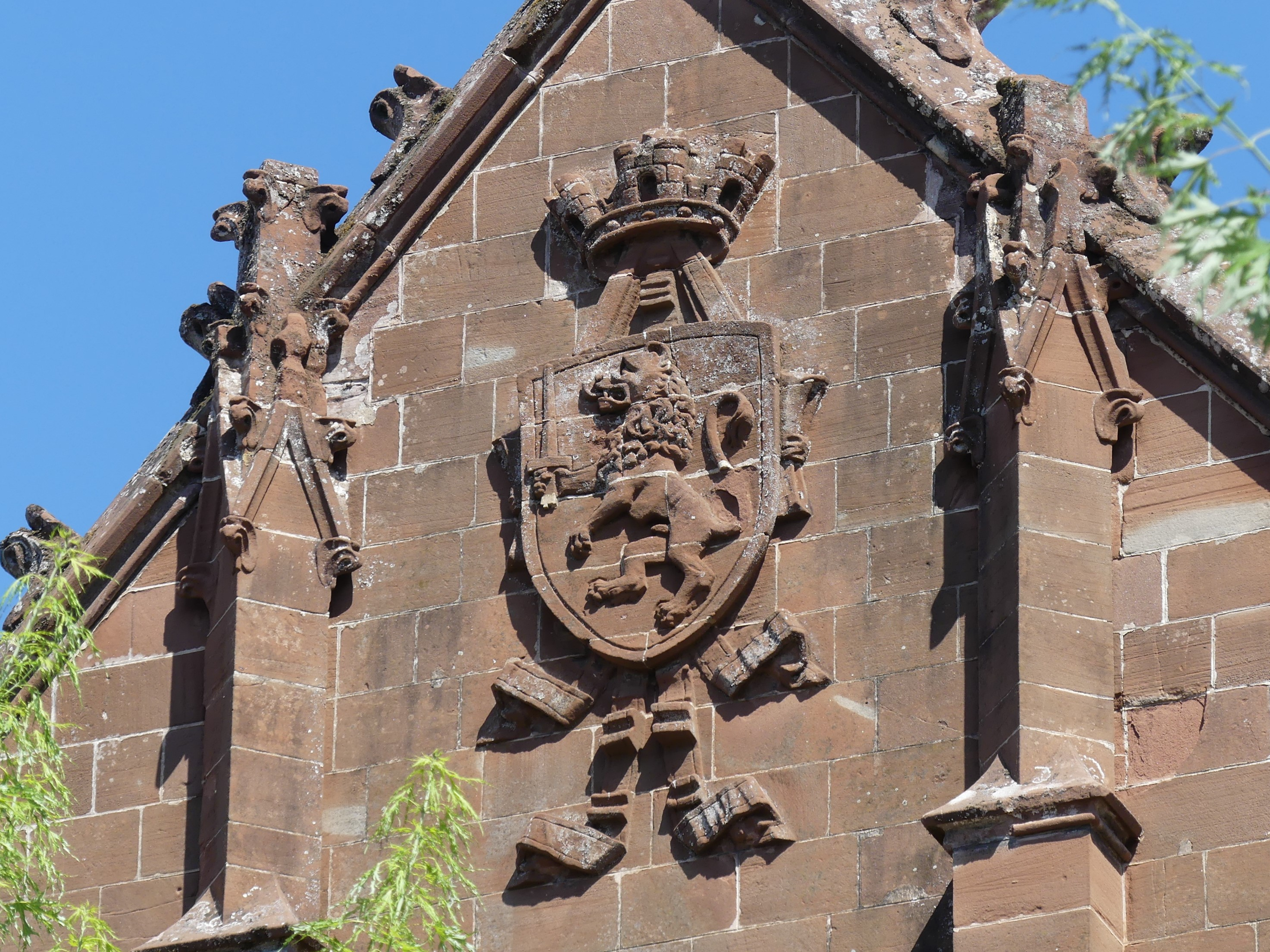
Les armes d'Espalion sur la façade nord-ouest.
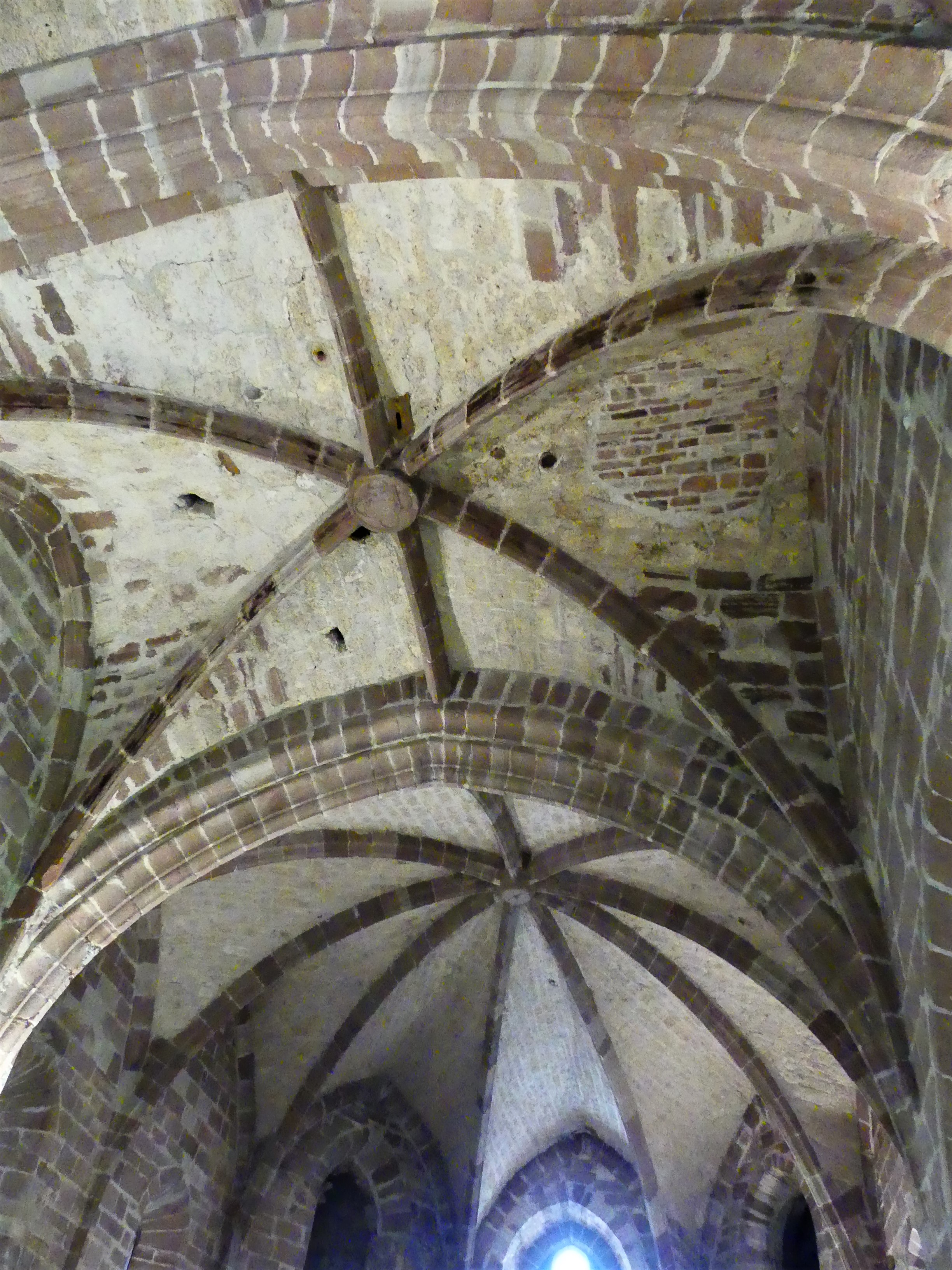
Le plafond.
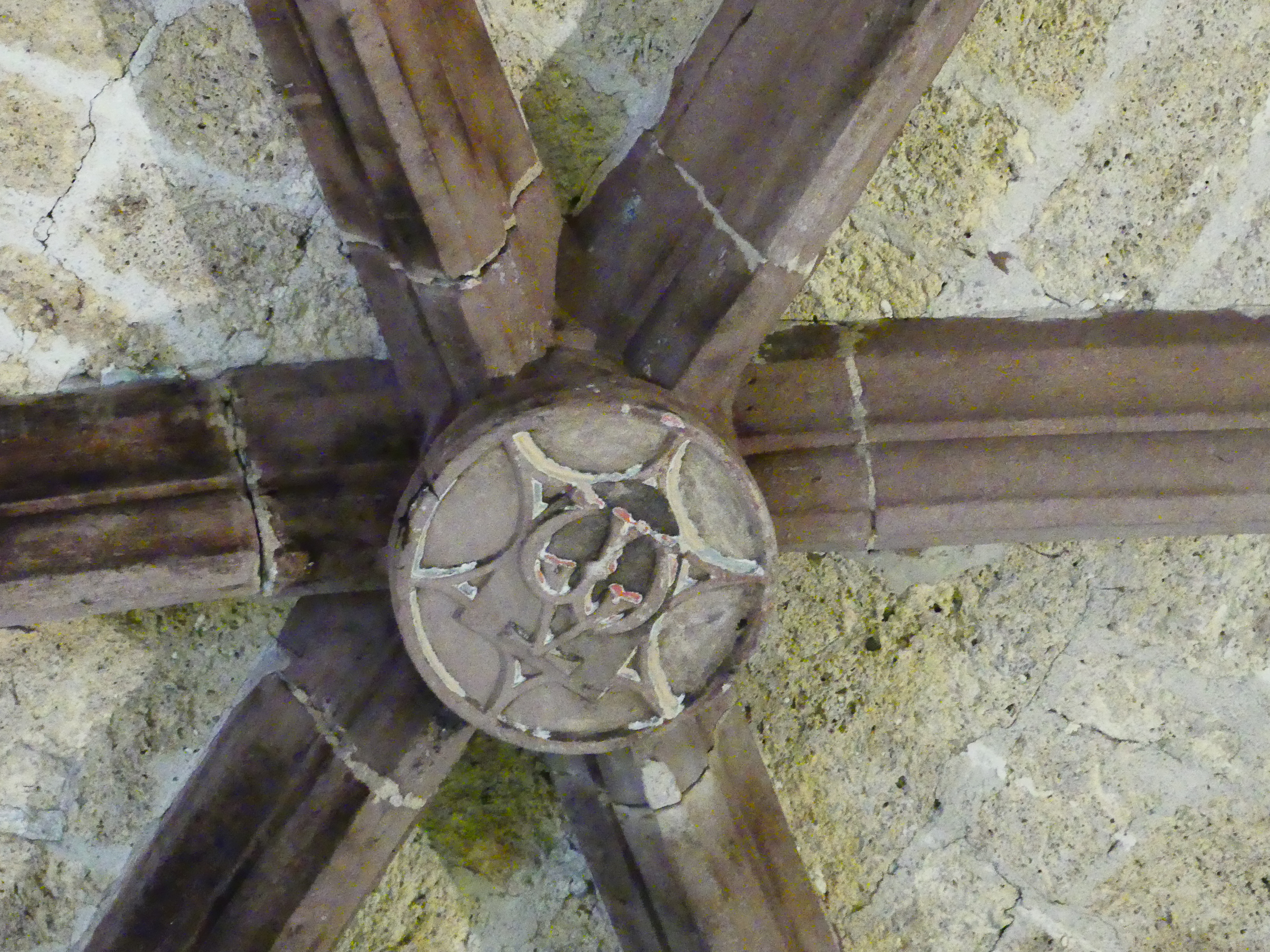
Une clé de voûte.